# Армените
Арме́ните (Армени, болг. Армените, Армени) — село в Болгарии. Находится в Габровской области, входит в общину Габрово. Население составляет 123 человека.

## Политическая ситуация
Армените подчиняется непосредственно общине и не имеет своего кмета, кметский наместник в селе — Диана Петрова Вырбанова.
Кмет (мэр) общины Габрово — Томислав Пейков Дончев (Граждане за европейское развитие Болгарии (ГЕРБ)) по результатам выборов.